# Johann Münden
Johann Münden (* 28. August 1564 in Schleswig; † 8. Juli 1638 in Hamburg) war ein Hamburger Oberalter und Ratsherr.

## Herkunft und Familie
Münden war ein Sohn des Schleswiger Bürgermeisters Berend Münden der Ältere († 1586). Sein Bruder Berend Münden der Jüngere († 1625) war ebenfalls Bürgermeister in Schleswig.
Münden war zweimal verheiratet. Seine erste Ehefrau war Elisabeth, Tochter des Ratsherrn Hermann Moller (vom Adlerklau) († 1610). Die zweite Ehe ging er im Jahr 1615 mit Anna, Tochter des Ratsherrn und Amtmanns in Bergedorf Joachim Brandt († 1618), ein. Eine Tochter aus dieser zweiten Ehe, Margaretha, heiratete 1641 den Oberalten Jürgen Schrötteringk (1615–1667).

## Leben
In Schleswig geboren, kam Münden als Kaufmann nach Hamburg, wurde im Jahr 1596 Jurat im Kirchspiel Sankt Jacobi und im selben Jahr auch Kämmereibürger. Im Jahr 1602 wurde er unter die Hundertmänner gewählt, die den 11. Hamburger Rezess erarbeiteten, welcher am 6. Oktober 1603 abgeschlossen wurde. Im Jahr 1605 wurde Münden Leichnamsgeschworener und im darauffolgenden Jahr nach dem Tod von Johann Moller († 1606) dessen Nachfolger als Oberalter im Kirchspiel Sankt Jacobi. Im Jahr 1615 war er Präses des Kollegiums der Oberalten. Im Jahr 1618 wurde er zum Ratsherrn gewählt und verwaltete dieses Amt 20 Jahre bis zu seinem Tod.